# Пјане (Фермо)
Пјане (итал. Piane) насеље је у Италији у округу Фермо, региону Марке.
Према процени из 2011. у насељу је живело 1503 становника. Насеље се налази на надморској висини од 215 м.